# Kompas
 Ovo je glavno značenje pojma Kompas. Za istoimeno zviježđe pogledajte Kompas (zviježđe).
Kompas ili busola (njem. Kompass < tal. compasso: šestar; tal. bussola) je magnetska, mehanička, električna ili optička naprava koja služi za određivanje smjera na Zemljinoj površini u odnosu na sjeverni i južni pol. Magnetski kompas bio je poznat već starim Kinezima, a u Europu je uveden u 12. stoljeću, pa se od tada primjenjuje u navigaciji. Sastoji se od laganog magneta, najčešće oblika igle, koji se može slobodno okretati oko okomite osi, pa se pod utjecajem Zemljina magnetskog polja postavlja u smjer magnetskih silnica i time pokazuje smjer magnetskih polova Zemlje. Nije sasvim pouzdan, jer odnos zemljopisnih i magnetskih meridijana se mijenja od mjesta do mjesta, a tijekom vremena se isto mijenja (magnetska deklinacija). Pri gradnji kompasa isključena je upotreba bilo kakvog željeza ili čelika, osim magnetne igle i drugih magneta za određene svrhe. Brodski kompas izrađen je obično od mjedi, pojedini su komadi katkada bakreni, a veliki nekomplicirani dijelovi od tvrdog drveta. Glavni dio svakoga kompasa je magnetska ruža, postavljena na stupiću u posudi koja se zove kotao. Ruža ima na obodu razdiobu na stupnjeve od 0° do 360°, tako da 0° znači sjever, 90° istok, 180° jug, a 270° zapad.
Žirokompas ili girokompas zahvaljujući zvrku koji rotira velikom brzinom trajno zadržava smjer osi vrtnje. Radiokompas služi za određivanje smjera prema nekom izvoru radio valova. To je prijamnik s usmjerenom antenom koja prima signale od nekog odašiljača, a oni su najjači kada je antena usmjerena izravno prema odašiljaču. Solarni kompas i astrokompas služi za određivanje smjera na Zemlji na temelju položaja Sunca i zvijezda. 

## Povijesni razvoj
U Europi se već nekoliko stoljeća prije Krista znalo da magnet privlači željezo. Po legendi riječ magnet dolazi od imena grada Magnesia u Maloj Aziji u kojem je u staro doba bilo nalazište magnetita. Prema jednoj drugoj legendi riječ dolazi od pastira Magnusa s Krete koji je imao okovane cipele s kojima je zastao na nekom kamenu privučen magnetskom rudom.
Ne zna se tko je izumio kompas no prvi koji su upotrijebili magnetsku iglu za pokazivanje smjera bili su Kinezi. Du Halde u djelu General Histori of China u kojem opisuje događaje za vrijeme vladavine cara Hoang Tia opisuje kolica s velikom iglom koja je pokazivala 4 glavne strane svijeta po kojoj su se carski vojnici orijentirali i pobijedili neprijatelja. Sprava se zvala "čin-nan" a tako Kinezi i danas zovu brodski kompas. Po nekim napisima kineski su brodovi već u IV st. dolazili u indijske i istočnoafričke luke opremljeni kompasima. Magnetska igla je oko 1000. godine bila poznata i u Norveškoj. Prvi talijanski kompasi sastojali su se od željezne šipke koja je na plovcima od trske plivala na vodi.
Igle kompasa magnetizirale su se trljanjem magnetitom, rude plavkaste boje koja se dobavljala iz Kine i Bengala. Prvi pisani trag o upotrebi kompasa na Europskim brodovima nalazi se u francuskoj satiri La Bible de Guyot de Provins iz sredine XII stoljeća. U XIV st. pojavljuje se suhi kompas s nalijepljenom ružom kompasa (vjetruljom) ispod igle kakav se u nešto moderniziranijem obliku upotrebljava i danas.
Tek krajem XVI st. počelo se ozbiljnije istraživati zašto vrh magnetne igle pokazuje prema sjeveru. 1600. godine liječnik William Gilbert postavio je temelje današnjih saznanja o magnetizmu. U djelu De Magnete, magneticisque corporibus opisuje sva dotadašnja saznanja o magnetizmu, nabraja sve izvedene eksperimente a u jednom poglavlju opisuje i ljekovita svojstva magnetita. William Gilbert izradio je kuglu od magnetita na kojoj je vršio brojne pokuse došavši naposljetku do zaključka kako je Zemlja golemi magnet s magnetskim polovima. Zaključio je kako se sva druga magnetska tijela na Zemlji ravnaju prema tom golemom magnetu, Zemlji. Otkrio je i da se igla na vodi u posudi ne okreće samo prema sjeveru jer na nju djeluju dvije suprotne sile a ne samo jedna, u pravcu sjevera.

## Magnetska deklinacija
Zemlja predstavlja jedan veliki magnet čiji se magnetski polovi nalaze u blizini zemljopisnih polova. Između magnetskih polova prostiru se tzv. magnetski meridijani. Slobodno obješena magnetska igla u čijoj se blizini ne nalaze nikakvi metalni predmeti ili elektroprovodnici pod naponom, postavlja se uvijek u pravac lokalnog magnetskog meridijana. Za razliku od zemljopisnih meridijana koji se prostiru direktno u pravcu sjever-jug, pravac magnetskih meridijana nije svuda isti već se mijenja ovisno o zemljopisnom položaju. Promjenu njihovog pravca izazivaju lokalna magnetska polja u Zemljinoj kori (metalne rude, magnetski minerali, itd.). U stvari, pravac magnetskih meridijana predstavlja rezultantu Zemljinog magnetskog polja i spomenutih lokalnih polja. Kut koji na nekom mjestu zatvaraju lokalni zemljopisni i magnetski meridijan naziva se kutom deklinacije. Ovisno o tomu skreće li magnetska igla u pravcu zapada ili istoka, razlikujemo zapadnu, odnosno istočnu deklinaciju.

## Magnetski kompas

### Dijelovi
Kućište kompasa mora biti nemagnetsko, simetrički izrađeno kako bi stakleni poklopac ležao vodoravno. Stupić mora biti točno u sredini kućišta. Šiljak mora biti tvrd, oštar i u istoj visini s osovinom kardanskog privjesa kako bi pri ljuljanju kućišta ruža kompasa ostala mirna. Ruža kompasa je krug sa središtem u centru šeširića i s podjelom na glavne (N, S, E, W) i sporedne (NE, SE, SW, NW) strane svijeta kao i na stupnjeve (od 0° do 360° počevši od N).

### Suhi kompas
U suhom kompasu, sustav (magnetne igle s ružom kompasa) leži na šiljku stupića kojemu je podnožje učvršćeno na dno kućišta. Ruža kompasa je od papira, svile ili tankog nemagnetskog metala. U sredini je šeširić s čašicom od dragog kamena koji leži na šiljku od iridija. Trenje između šeširića i šiljka mora biti što manje. Ispod ruže kompasa nalaze se magnetne igle ili štapići pričvršćeni za ružu kompasa sa svilenim koncima. Ruža kompasa mora imati dugi vijek trajanja što se postiže njenim većim promjerom. Vanjski rub je teži radi ugradnje aluminijskog prstena koji služi kao zamašnjak. Prsten se radi tromosti teško pomiče iz stanja mirovanja. Ruža kompasa otklonjena iz centra ravnoteže se radi slabog trenja zraka dugo njiše.

### Kompas s tekućinom
Kućište kompasa s tekućinom ispunjeno je mješavinom vode i alkohola (2:1), uljem ili nekom drugom pogodnom tekućinom. Ruža kompasa je od tinjca (mineral koji se sastoji od kalijevog, magnezijevog i aluminijevog silikata. U prirodi se nalazi u obliku silikata koji se lako reže u tanke listiće), plastične mase ili nemagnetskog metala. U njenoj sredini je okrugli plovak koji daje čitavom sustavu uzgon. Ruža kompasa ne može isplivati na površinu tekućine jer je pritisnuta sa stupićem koji joj se nalazi s gornje strane. Kada je šeširić na staklenom poklopcu, magnetne igle smještene su u nepropusne cjevčice ili u sami plovak, a kada je šeširić na ruži kompasa magnetne igle su ispod plovka na posebnom nosaču. Radi promjene volumena tekućine zbog temperaturnih razlika u kućište je ugrađen uređaj za rastezanje (elastično dno ili kompenzacijska posuda). Prigušivanje njihanja ruže kompasa je veliko radi trenja u tekućini tako da se ona već nakon par njihaja smiri.

## Žiromagnetski kompas
Žiromagnetski kompas je kombinacija slobodnog žiroskopa s magnetskim kompasom. Smjer pokazuje žiroskop s tri slobode kretanja konstruiran kao držač smjera. Odstupanje njegove osovine iz pravca sjever-jug po potrebi se ispravlja pomoću pripadajućeg magnetskog kompasa. Kompas se prvenstveno upotrebljava na avionima i na manjim čamcima većih brzina. Na avionima su obični magnetski kompasi radi čestih okreta i nagiba nepouzdani.
Kako bi žiroskop mogao poslužiti kao pokazivač smjera, osovina okretanja mu mora stalno stajati vodoravno i pokazivati isti određeni smjer na Zemlji. Osovina se običnog žiroskopa radi trenja i zaobljenosti površine Zemlje stalno izdiže iz vodoravne ravnine. Radi svoje tromosti pokušava zadržati svoj smjer u prostoru, a ne prema Zemlji. Kako bi se dobio držač smjera, slobodni žiroskop treba stalno kontrolirati i ispraviti njegova odstupanja po visini i strani te ga stalno vraćati u njegov osnovni vodoravni položaj sjever-jug. Osovina se u vodoravnu ravninu i određeni smjer vraća umjetno izazvanim silama, stvorenih elektromagnetom ili elektromotorom, koje pritišću osovinu žiroskopa, odnosno njegov ovjesni prsten. Ispravljanje smjera vrši magnetski kompas, a na vodoravni položaj utječe sila teže. Korekture se vrše stalno ili povremeno tako da kratkotrajna odstupanja (npr. za vrijeme okreta) ne dolaze do izražaja. 

## Geološki kompas
Geološki kompas od uobičajenog geografskog kompasa razlikuje se po dvije stvari. Na stakalcu su obrnuti položaji istoka i zapada (za izravno moći očitavati azimut), a poklopac ujedno ima na sebi oznake stupnjeva kuta pod kojim je poklopac položen u odnosu na kućište kompasa (klinometar). Geološkim kompasom mjeri se položaj i nagib geoloških struktura.

## Pilotski kompas
Pilotski kompas je osnovni navigacijski instrument za određivanje smjera u odnosu na magnetski sjever. Princip rada zasniva na djelovanju Zemljinog magnetskog polja na magnetsku iglu. Zemlja predstavlja jedan veliki magnet čiji se magnetski polovi nalaze u blizini zemljopisnih polova. Između polova prostiru se magnetski meridijani. Kurs po kojem zrakoplov leti predstavlja kut između meridijana i njegove uzdužne osi. On se računa od pravca sjever (N) – kurs 0 i raste u pozitivnom smjeru kazaljke na satu, tako da u pravcu istoka (E) ima vrijednost 90°, juga (S) 180°, i zapada (W) 270°.

### Radio-kompas
Igla magnetskog kompasa uvijek se okreće prema zemljinom magnetskom polu, dok je igla radio-kompasa usmjerena prema izvoru radio-signala bez obzira na smjer leta zrakoplova. Kut između uzdužne osi zrakoplova i smjera koji pokazuje kazaljka prikazuje relativni smjer (eng. RB- Relative Bearing). Kako se zrakoplov može nalaziti na bilo kojoj točki zamišljenog kruga oko predajnika na tlu a da kazaljka pokazuje istu vrijednost, relativni smjer od zrakoplova prema stanici mora se pretvoriti u stvarni smjer. Radi toga moramo znati i kurs, to jest magnetski smjer leta zrakoplova (eng. heading), vrijednost koju prikazuje magnetski kompas.  Zbrojem magnetskog smjera s relativnim smjerom dobivamo magnetski smjer od zrakoplova prema predajniku (eng. QDM). To je kut koji s pravcem magnetskog sjevera zatvara crta povučena od zrakoplova prema predajniku na zemlji. Prenesu li se vrijednosti na radio-navigacijsku kartu, zrakoplov je dosta precizno smješten u prostoru.
Primjer (slika):
| Magnetski kurs zrakoplova: | magnetski kompas (heading) | 10° |
| Relativni smjer:           | vrh igle radio-kompasa     | 45° |
| Magnetski smjer:           | QDM                        | 55° |